# All Dressed Up & No Place to Go
Albums de Nicolette Larson
Radioland
(1980) ...Say When
(1985)
All Dressed Up & No Place to Go est le quatrième album studio de Nicolette Larson, sorti en 1982.
L'album s'est classé 75e au Billboard 200.

## Liste des titres
| 1. | I'll Fly Away (Without You) (featuring Andrew Gold)     | Craig Doerge, Jackson Browne, Rosemary Butler | 4:00 |
| 2. | I Only Want to Be with You (featuring Andrew Gold)      | Ivor Raymonde, Mike Hawker                    | 3:16 |
| 3. | Just Say I Love You (featuring Andrew Gold)             | Jim Lang                                      | 4:02 |
| 4. | Nathan Jones (featuring Julia Tillman et Maxine Willar) | Kathy Wakefield et Leonard Caston             | 3:04 |
| 5. | I Want You So Bad (featuring Valerie Carter)            | Andrew Gold                                   | 3:32 |

| 1. | Two Trains                                               | Lowell George                   | 4:12 |
| 2. | Love, Sweet, Love                                        | Paul Barrere                    | 3:51 |
| 3. | Say You Will (featuring Linda Ronstadt et Wendy Waldman) | Gary Ogan, Leon Russell         | 3:29 |
| 4. | Talk to Me (featuring Maureen McDonald)                  | Allee Willis, Patrick Henderson | 3:12 |
| 5. | Still You Linger On                                      | Andrew Gold                     | 2:54 |